# Ronde van Vlaanderen 1968
De 52ste editie van de Ronde van Vlaanderen werd verreden op 30 maart 1968 over een afstand van 249 km van Gent naar Gentbrugge. De gemiddelde uursnelheid van de winnaar was 42,443 km/h. Van de 175 vertrekkers bereikten er 82 de aankomst.

## Koersverloop
Zoals vaak brak de strijd echt los op de Muur van Geraardsbergen. Ward Sels, Raymond Poulidor en Eddy Merckx ontsnapten. Men liet hen niet begaan en er vormde zich een elite-groep vooraan. Ondanks talrijke ontsnappingen bereikte een volledig peloton de aankomstlijn, waar Walter Godefroot de snelste was. Na de race testte Guido Reybrouck positief op dopinggebruik en werden de tweede en derde plaats aan Rudi Altig en Jan Janssen toegekend.

## Hellingen
- Kwaremont
- Kloosterstraat
- Valkenberg
- Kasteelstraat

## Uitslag
| Rang | Renner                   | Land           | Ploeg                    | Tijd     |
| ---- | ------------------------ | -------------- | ------------------------ | -------- |
| 1    | Walter Godefroot         | België         | Flandria-De Clerck       | 5h52'00" |
| 2    | Guido Reybrouck          | België         | Faema                    | z.t.     |
| 2    | Rudi Altig               | West-Duitsland | Salvarani                | z.t.     |
| 3    | Jan Janssen              | Nederland      | Pelforth-Sauvage-Lejeune | z.t.     |
| 4    | Daniel Van Ryckeghem     | België         | Mann-Grundig-Libertas    | z.t.     |
| 5    | Roger Rosiers            | België         | Mann-Grundig-Libertas    | z.t.     |
| 6    | Jo de Roo                | Nederland      | Willem II-Gazelle        | z.t.     |
| 7    | Bernard Van De Kerckhove | België         | Pelforth-Sauvage-Lejeune | z.t.     |
| 8    | Eddy Merckx              | België         | Faema                    | z.t.     |
| 9    | Ludo Van Dromme          | België         | Flandria-De Clerck       | z.t.     |
| 10   | Rik Van Looy             | België         | Willem II-Gazelle        | z.t.     |

1913 · 
1914 · 
1915 · 
1916 · 
1917 · 
1918 · 
1919 · 
1920 · 
1921 · 
1922 · 
1923 · 
1924 · 
1925 · 
1926 · 
1927 · 
1928 · 
1929 · 
1930 · 
1931 · 
1932 · 
1933 · 
1934 · 
1935 · 
1936 · 
1937 · 
1938 · 
1939 · 
1940 · 
1941 · 
1942 · 
1943 · 
1944 · 
1945 · 
1946 · 
1947 · 
1948 · 
1949 · 
1950 · 
1951 · 
1952 · 
1953 · 
1954 · 
1955 · 
1956 · 
1957 · 
1958 · 
1959 · 
1960 · 
1961 · 
1962 · 
1963 · 
1964 · 
1965 · 
1966 · 
1967 · 
1968 · 
1969 · 
1970 · 
1971 · 
1972 · 
1973 · 
1974 · 
1975 · 
1976 · 
1977 · 
1978 · 
1979 · 
1980 · 
1981 · 
1982 · 
1983 · 
1984 · 
1985 · 
1986 · 
1987 · 
1988 · 
1989 · 
1990 · 
1991 · 
1992 · 
1993 · 
1994 · 
1995 · 
1996 · 
1997 · 
1998 · 
1999 · 
2000 · 
2001 · 
2002 · 
2003 · 
2004 · 
2005 · 
2006 · 
2007 · 
2008 · 
2009 · 
2010 · 
2011 · 
2012 · 
2013 · 
2014 · 
2015 · 
2016 · 
2017 · 
2018 · 
2019 · 
2020 · 
2021 · 
2022 · 
2023 · 
2024
Lijst van beklimmingen